# Чжан Лань
Чжан Лань (нар. 18 жовтня 1990) — китайська борчиня вільного стилю, чемпіонка та срібна призерка чемпіонатів світу, чемпіонка Азії, призерка Азійських ігор, переможниця Кубку світу.

## Життєпис
Боротьбою почала займатися з 2003 року. У 2010 році стала чемпіонкою світу серед юніорів.

## Спортивні результати на міжнародних змаганнях

### Виступи на Чемпіонатах світу
| Змагання                        | Збірна | Вагова категорія          | Місце  |
| ------------------------------- | ------ | ------------------------- | ------ |
| Чемпіонат світу з боротьби 2010 | КНР    | жіноча боротьба, до 59 кг | Срібло |
| Чемпіонат світу з боротьби 2011 | КНР    | жіноча боротьба, до 55 кг | 21     |
| Чемпіонат світу з боротьби 2012 | КНР    | жіноча боротьба, до 59 кг | Золото |

### Виступи на Чемпіонатах Азії
| Змагання                       | Збірна | Вагова категорія          | Місце  |
| ------------------------------ | ------ | ------------------------- | ------ |
| Чемпіонат Азії з боротьби 2014 | КНР    | жіноча боротьба, до 60 кг | Золото |

### Виступи на Азійських іграх
| Змагання           | Збірна | Вагова категорія          | Місце  |
| ------------------ | ------ | ------------------------- | ------ |
| Азійські ігри 2010 | КНР    | жіноча боротьба, до 55 кг | Срібло |

### Виступи на Кубках світу
| Змагання                    | Збірна | Вагова категорія          | Місце  |
| --------------------------- | ------ | ------------------------- | ------ |
| Кубок світу з боротьби 2009 | КНР    | жіноча боротьба, до 59 кг | Золото |
| Кубок світу з боротьби 2010 | КНР    | жіноча боротьба, до 55 кг | 4      |

### Виступи на інших змаганнях
| Змагання                                                      | Збірна | Вагова категорія          | Місце  |
| ------------------------------------------------------------- | ------ | ------------------------- | ------ |
| Олімпійський кваліфікаційний турнір з боротьби 2012 (Тайюань) | КНР    | жіноча боротьба, до 55 кг | Бронза |
| Міжнародний меморіал Дейва Шульца 2014                        | КНР    | жіноча боротьба, до 58 кг | Золото |
| Олімпійський кваліфікаційний турнір з боротьби 2016 (Стамбул) | КНР    | жіноча боротьба, до 58 кг | 5      |

### Виступи на змаганнях молодших вікових груп
| Змагання                                      | Збірна | Вагова категорія          | Місце  |
| --------------------------------------------- | ------ | ------------------------- | ------ |
| Чемпіонат світу з боротьби серед юніорів 2010 | КНР    | жіноча боротьба, до 59 кг | Золото |